# خاوی مارتینز
خاویر یا خاوی مارتینز (به اسپانیایی: Javi Martínez) (زاده ۲ سپتامبر ۱۹۸۸ - استیا) بازیکن فوتبال اهل اسپانیا و به عنوان هافبک دفاعی و مدافع میانی برای تیم القطر بازی می‌کند.
او در سال ۲۰۰۶ قبل از اینکه ۱۸ ساله شود، به سرعت خود را در جایگاه اصلی تیم اتلتیکو بیلبائو رساند و در ۲۵۱ بازی رسمی در طول شش فصل حضورش در لالیگا، ۲۶ گل به ثمر رساند. در سال ۲۰۱۲، او با بایرن مونیخ قراردادی ۴۰ میلیون یورویی امضا کرد و تا سال ۲۰۱۷، گرانترین خرید بوندسلیگا و تا ۲۰۱۹، گرانترین خرید تاریخ بایرن بوده‌است. او همراه با بایرن نه بار متوالی عنوان قهرمانی بوندسلیگا و همچنین لیگ قهرمانان اروپا در سال ۲۰۱۳ و سال ۲۰۲۰ را بدست آورده است.
مارتینز از سال ۲۰۱۰ ملی پوش بوده‌است و عضو تیم قهرمان اسپانیا در جام جهانی ۲۰۱۰ و یورو ۲۰۱۲ بوده‌است. همچنین در جام جهانی ۲۰۱۴ بازی کرده‌است.

## حرفه باشگاهی

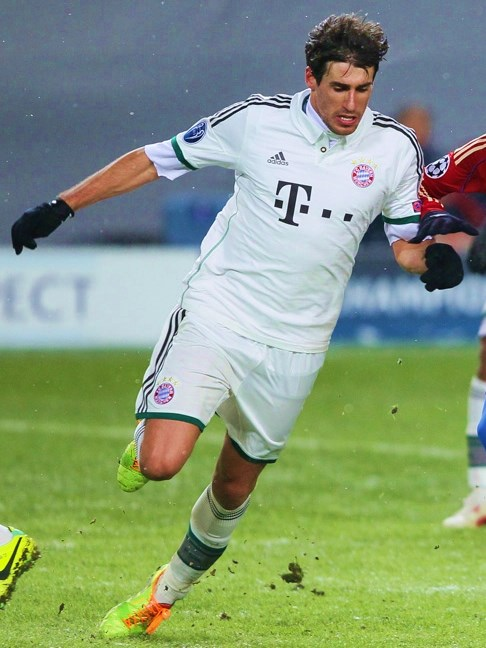
خاوی مارتینز در لباس دوم بایرن مونیخ در سال ۲۰۱۳

### اتلتیکو بیلبائو
مارتینز در استیا، اسپانیا متولد شد. او در تابستان ۲۰۰۶ با مبلغ ۶ میلیون یورو به اتلتیکو بیلبائو پیوست.
مارتینز خیلی سریع به ترکیب اصلی تیمش دست یافت. او در فصل اولش ۳۵ بار بازی کرد و ۳ گل به ثمر رساند و دو سال بعد نیز به تیمش برای حضور در فینال کوپا دل ری کمک زیادی کرد. او دو بار در لالیگا کارت قرمز گرفته‌است.

### بایرن مونیخ
در ۲۹ اوت سال ۲۰۱۲، بایرن قراردادی پنج ساله به مبلغ ۴۰ میلیون یورو با مارتینز امضا کرد. او در ۵۰ سال اخیر بوندسلیگا موفق به ثبت رکورد گرانترین خرید این لیگ شد و این رکورد تا سال ۲۰۱۷ دست وی بود.
اولین بازی رسمی خود برای بایرن مونیخ را در ۲ سپتامبر - روز تولد ۲۴ سالگی اش - به عنوان جانشین باستین شواین اشتایگر در دقیقه ۷۷ مقابل اشتوتگارت انجام داد. اولین گل رسمی وی برای بایرن مونیخ نیز در تاریخ ۲۴ نوامبر برابر هانوفر زده شد.
ماتینز تا پایان فصل ۱۹–۲۰۱۸، تاکنون برای بایرن مونیخ در ۲۱۴ بازی ۱۳ گل زده‌است. او همچنین موفق به بدست آوردن ۱۷ جام از جمله: ۵ قهرمانی بوندسلیگا، ۴ قهرمانی جام حذفی، ۳ سوپرکاپ آلمان، یک قهرمانی لیگ قهرمانان اروپا، جام باشگاه‌های جهان و سوپر کاپ اروپا شده‌است.

## حرفه ملی
در ۱۹ سالگی، مارتینز در تیم زیر ۲۱ ساله‌های اسپانیا حضور پیدا کرد. در ۲۰ می ۲۰۱۰ وی توسط ویسنته دل بوسکه به تیم ملی اسپانیا برای جام جهانی ۲۰۱۰ دعوت شد. او همچنین عضو تیم اصلی اسپانیا برای جام جهانی ۲۰۱۴ نیز بوده‌است.

## افتخارات

### باشگاهی
اتلتیکو بیلبائو
- لیگ اروپا: ۱۲–۲۰۱۱ نایب قهرمان

بایرن مونیخ
- بوندسلیگا(۹): ۱۳–۲۰۱۲، ۱۴–۲۰۱۳، ۱۵–۲۰۱۴، ۱۶–۲۰۱۵، ۱۷–۲۰۱۶، ۱۸–۲۰۱۷، ۱۹–۲۰۱۸، ۲۰–۲۰۱۹، ۲۱–۲۰۲۰
- جام حذفی آلمان(۵): ۱۳–۲۰۱۲، ۱۴–۲۰۱۳، ۱۶–۲۰۱۵، ۱۹–۲۰۱۸، ۲۰–۲۰۱۹
- سوپر جام آلمان(۴): ۲۰۱۶، ۲۰۱۷، ۲۰۱۸، ۲۰۲۰
- لیگ قهرمانان اروپا(۲): ۱۳–۲۰۱۲، ۲۰–۲۰۱۹
- سوپر جام اروپا(۲): ۲۰۱۳، ۲۰۲۰
- جام باشگاه‌های جهان(۲): ۲۰۱۳، ۲۰۲۰

### ملی
اسپانیا
- جام جهانی فوتبال(۱): ۲۰۱۰
- جام ملت‌های اروپا(۱): ۲۰۱۲
- جام کنفدراسیون‌ها: ۲۰۱۳ نایب قهرمان
- جام ملت‌های اروپا زیر ۱۹ سال: ۲۰۰۷ قهرمان
- جام ملت‌های اروپا زیر ۲۱ سال: ۲۰۱۱ قهرمان

## زندگی شخصی
خاوی یک برادر به نام آلوارو دارد که در پست دفاع و در لیگ‌های دسته دو بازی کرده‌است. او می‌گوید که برادرش نقش مثبتی در فوتبالش داشته‌است.